# Eva Lisa Ljung
Eva Lisa Larsdotter Ljung (n. Malmö, 13 de julio de 1970) es una exmodelo, diseñadora, publicista, asesora inmobiliaria y exreina de belleza sueca-venezolana y nacionalizada también mauriciana en el año 2000, ganadora del certamen Miss Venezuela 1989 y candidata al Miss Universo 1989 donde formó parte del Top 10 de semifinalistas.
Con 18 años representó al Estado Lara en el concurso nacional de 1989, en el cual obtuvo la corona entre 28 aspirantes al título.

## Biografía
Eva Lisa nació en Malmö (Suecia), pero en 1974 con cuatro años de edad sus padres (Lars Larsdotter y Eva Ljung) se radicaron en Venezuela, en la ciudad de Barquisimeto en el estado Lara, donde finalmente Ljung se crio.
Logró la corona de Miss Venezuela 1989, durante la 37.ª edición del máximo concurso de belleza de Venezuela, celebrada el 16 de febrero de ese año, bajo la cúpula del Poliedro de Caracas.
Ljung asistió al Miss Universo 1989, efectuado en Cancún (México), clasificó dentro de las diez semifinalistas, ocupó la séptima posición en el orden.
Seguidamente, participó al Miss Globo 1989, el cual tuvo sede en las Islas Foça (Turquía), donde alcanzó la posición de primera finalista y donde el año anterior había triunfado su predecesora, Yajaira Vera, Miss Venezuela 1988 y Miss Globo 1988.
Entregó la corona el 1 de febrero de 1990 a su sucesora, Andreína Goetz Blohm. Al finalizar su reinado, se dedicó al modelaje entre Venezuela y Europa y desde hace varios años, reside entre Port Louis, Mauricio y Miami, Florida en los Estados Unidos.

## Resultados del Miss Venezuela 1989
- Miss Venezuela 1989 - Eva Lisa Ljung (Miss Lara)
- Miss World Venezuela 1989 - Fabiola Candosín (Miss Distrito Federal)
- Miss Venezuela Internacional 1989 - Carolina Omaña (Miss Nueva Esparta)
- Miss Wonderland Venezuela 1989 - Luicira Marcano (Miss Táchira)
- Miss Venezuela Latina 1989 - Heidi Gorrín (Miss Aragua)

Finalistas:
- Primera - Michelle Chilberry (Miss Zulia)
- Segunda - Patricia Velásquez (Miss Península Goajira)
- Tercera - Ericka Correia (Miss Mérida)
- Cuarta - Meribel Suárez (Miss Yaracuy)
- Quinta - Gladys Cardoso (Miss Anzoátegui)

## Resultados del Miss Universo 1989
- Miss Universo 1989 - Angela Visser (Miss Holanda)
- Primera Finalista - Louise Drevenstam (Miss Suecia)
- Segunda Finalista - Gretchen Polhemus (Miss Estados Unidos)
- Tercera Finalista - Joanna Gapinska (Miss Polonia)
- Cuarta Finalista - Adriana Abascal (Miss México)

Semifinalistas:
- Andrea Stelzer (Miss Alemania)
- Eva Lisa Ljung (Miss Venezuela)
- Aasa Lövdahl (Miss Finlandia)
- Sandra Foster (Miss Jamaica)
- Macarena Mina (Miss Chile)

| Predecesor: Yajaira Vera Roldán | Miss Venezuela 1989 | Sucesor: Andreína Goetz |

- Datos: Q3735124